# Атла регио
Област Атла или Атла регио (лат. Atla Regio) је једна од 22 области на површини планете Венере. Налази се на западној полулопти, североисточно од континента Афродита тера, на координатама 9,2° северно и 159.9° западно (сходно планетоцентричном координатном систему +Е 0-360). Област има пречник од 3.200 км. 
У односу на околне области издигнута је и до 4.000 метара и настала је као резултат кумулативне активности неколико великих вулкана, а посебно деловањем вулкана Маат монс и Сапас монс.
Област је име добила по једној од „девет мајки“ чувара богова Хејмдала из нордијске митологије. 